# Wonder Woman 1984 (trilha sonora)
Mulher Maravilha 1984: Trilha Sonora do Filme Original é a trilha sonora do filme de mesmo nome. A música é composta e arranjada por Hans Zimmer. Foi lançado em 16 de dezembro de 2020, pela WaterTower Music.
Em 22 de agosto de 2018, Hans Zimmer foi anunciado como o compositor de Mulher Maravilha de 1984, substituindo Rupert Gregson-Williams, que marcou o primeiro filme. Zimmer fez a trilha sonora de Man of Steel e Batman v Superman: Dawn of Justice, o primeiro e o segundo filmes do DC Extended Universe, e o último que também contou com a Mulher Maravilha. Ele é acompanhado por David Fleming e Steve Mazzaro que fornecem música adicional.
Como parte do DC FanDome 2020, a WaterTower Music lançou a primeira faixa da trilha, intitulada "Themyscira". Outra faixa, "Open Road", foi lançada em 10 de dezembro de 2020, como parte da promoção de mídia social "Week of Wonder" que antecedeu o lançamento do filme.
Uma variação da música "Beautiful Lie" de Batman v Superman, composta por Hans Zimmer e Junkie XL, também foi usada no final do filme, mas não está presente na trilha sonora oficial do filme.

## Lista de músicas
Todas as músicas compostas por Hans Zimmer, exceto onde notado.
| N.º            | Título                         | Duração |  |
| 1.             | "Themyscira"                   | 3:51    |  |
| 2.             | "Games"                        | 5:17    |  |
| 3.             | "1984"                         | 7:04    |  |
| 4.             | "Black Gold"                   | 4:55    |  |
| 5.             | "Wish We Had More Time"        | 2:54    |  |
| 6.             | "The Stone"                    | 2:13    |  |
| 7.             | "Cheetah"                      | 3:13    |  |
| 8.             | "Fireworks"                    | 2:38    |  |
| 9.             | "Anything You Want"            | 4:45    |  |
| 10.            | "Open Road"                    | 5:36    |  |
| 11.            | "Without Armor"                | 3:46    |  |
| 12.            | "The White House"              | 7:45    |  |
| 13.            | "Already Gone"                 | 5:04    |  |
| 14.            | "Radio Waves"                  | 8:02    |  |
| 15.            | "Lord of Desire"               | 2:44    |  |
| 16.            | "The Beauty In What Is"        | 3:48    |  |
| 17.            | "Truth"                        | 4:45    |  |
| 18.            | "Lost and Found (Bonus Track)" | 11:55   |  |
| Duração total: | Duração total:                 | 90:23   |  |